# 慧照寺 (北京北门仓)
慧照寺是中国北京市东城区东直门内北门仓胡同的一座藏传佛教寺院。现已无存。

## 历史
释妙舟《蒙藏佛教史》载，“慧照寺、化成寺。均在东单牌楼台基厂西，清代即为古寺。光绪二十六年庚子之役，圈入公使馆界内，改为跑马厂。慧照寺额定喇嘛十九名，现移住东直门内北门仓乙六号；化成寺额定喇嘛十三名，现移居于净住寺之后。”
1940年代，该寺仍为喇嘛庙，开展佛事活动。